# 18290 Sumiyoshi
18290 Sumiyoshi este o planetă minoră (asteroid), cu un diametru de 3,66 km, din centura de asteroizi. A fost descoperită pe 18 februarie 1977 la Kiso Observatory⁠(d) de Hiroki Kosai⁠(d). 
Obiectul prezintă o orbită caracterizată de o semiaxă mare de 2,3229545 UAi, o excentricitate de 0,09, o înclinație de 6,72094 ° în raport cu ecliptica.